# Elbrus
Elbrus (rusko Эльбрус) je s svojimi 5.642 m najvišja gora v Evropi. Leži v južni Rusiji na zahodnem delu gorovja Kavkaz na meji avtonomnih republik Karačaj-Čerkezija in Kabardino-Balkarija. Poleg tega, da je najvišja gora v Evropi, je Elbrus tudi najvišji vrh Kavkaza nasploh in Ruske federacije. Najvišji vrh gore je leta 1874 osvojila angleška odprava. Danes je gora ena najbolj obiskanih gora v zahodni Aziji in Evropi. Vsako leto jo obišče več kot tisoč plezalcev, ki se želijo povzpeti na najvišji vrh Evrope. Ker vzpon ni zahteven, se nanjo povzpnejo tudi manj pripravljeni, kar je povod za številne nesreče.

## Geografija
Elbrus je okoli 20 km severno od glavne gorske verige Kavkaza, ki razmejuje Rusijo od Gruzije in 65 km jugo-jogozahodno od ruskega mesta Kislovodsk. Najvišji vrh, visok 5.642 m, pokriva ledena kapa, ki z ledom oskrbuje 22 ledenikov te pa nato z vodo oskrbujejo reke Baskan, Kuban in Malka. 
Gora je ugasel ognjenik, ki leži na kavkaški tektonski prelomnici. V novejši človeški zgodovini ognjenik ni nikoli izbruhnil, zato spada med speče. Geološko je bil najbolj dejaven v obdobju holocena, zadnji izbruh pa naj bi se zgodil okoli 100 let pred našim štetjem. O tem pričajo tudi polja lave in drugi ostanki vulkanskega izbruha. Kljub temu da ognjenik spi že več kot 2000 let, je v njegovi bližini še vedno moč zaznati vulkansko aktivnost v obliki potresov, dviganja pare iz razpok in termalnih izvirov. Da je gora res ognjenik, je možno videti tudi po kraterju na vrhu gore, ki ima premer okoli 250 m.
Gora ima dva vrhova, najvišji vrh ima 5642 mnm, nižji pa 5621 mnm.

## Zgodovina
Goro in njeno širšo okolico so poznala že antična ljudstva, poimenovala so jo Strobilus. Grški mit pravi, da je Zevs dal na goro prikleniti Prometeja potem ko je ta bogovom ukradel ogenj in ga dal ljudem. Potrese in izbruhe na gori pa so si antična ljudstva predstavljali kot jezo bogov. 
Na goro se je prva povzpela ruska vojaška odprava, ki je 10. julija 1829 osvojila nižjega izmed dveh vrhov (5621 m). Najvišji vrh pa je leta 1874 osvojila angleška odprava pod vodstvom F. Crauforda Grovea nato pa je gora za dolgo časa ostala pozabljena. V zgodnjem obdobju Sovjetske zveze je gora ponovno postala zanimiva za odprave, ki so se vrstile ena za drugo. Leta 1936 se je na gori zgodila tragična nesreča, v kateri so umrli trije planinci. Med drugo svetovno vojno, gori ni bilo prizaneseno, saj je Kavkaz postal del vzhodne fronte. Med avgustom 1942 in januarjem 1943 so okolico gore okupirali Nemci. Ti so med svojo kratko okupacijo na vrh poslali svojo odpravo, pod vrhom gore pa je bila nameščena tudi manjša garnizija, ki je v obdobju okupacije doživela več letalskih napadov.
Leta 1956 se je ob podpori Sovjetske zveze na goro povzpelo 400 plezalcev, ki so proslavili štiristoletnico obstoja avtonomne republike Kabardino-Balkarije. V desetletjih po drugi svetovni vojni je obisk gore neprestano naraščal, zato so dali med letoma 1959 in 1976 zgraditi sistem žičnic, ki plezalce in obiskovalce pripelje do nadmorske višine 3800 m. Žičnica je olajšala vzpon na goro tako, da končna postaja žičnice danes predstavlja eno glavnih poti na Elbrus.
Kot zanimivost, leta 1997 se je na vrh gore povzpel Land Rover Defender in se tako vpisal v Guinnessovo knjigo rekordov.

## Vzpon na goro in poti
Elbrus je ena najbolj obiskanih gora na svetu, vsako leto jo obišče preko tisoč plezalcev, ki se želijo povzpeti na njegov vrh in tako osvojiti najvišji vrh Evrope in zahodne Azije. Vrh gore je najlaže dosegljiv v poletnih mesecih, takrat je na poteh proti vrhu moč srečati tudi več kot sto plezalcev na dan. Zimski vzponi so redki in prepuščeni najbolj izkušenim plezalcem, saj je vreme takrat izredno ostro in nepredvidljivo. Vzpon na goro je tehnično nezahteven, večji problem predstavlja višina, zaradi katere omaga marsikateri plezalec. Zaradi slabe organizacije in slabe opreme ima gora tudi enega najvišjih smrtnih deležev na svetu, v povprečju vsako leto na gori umre 15-30 planincev. 
Na Elbrus vodita dve glavni poti, obstajajo tudi druge, vendar so zaradi pomanjkanja ustrezne podporne infrastrukture manj zanimive. Prva glavna pot je najbolj varna in tudi najhitrejša. Večina skupin se z žičnico vzpne do postojanke Mir nato pa pot nadaljuje peš ali s sedežnico do postojanke Garabaši. Vzpon peš traja dobro uro, s sedežnico pa nekaj minut. Od tam se pot nadaljuje do koče Diesel (nekoč pogorela postojanka Prijut), vzpon do koče traja okoli 90 min. Čas vzpona je možno skrajšati z najetjem motornih sani, ki lahko plezalce pripeljejo do koče Diesel ali pa do Pastuhovih skal. Od koče Diesel pa do skal vzpon traja približno dve uri, do sedla pa še nadaljnje 3 do 4 ure. Vzpon od sedla do vrha traja 90 minut. Vzpon tehnično ni zahteven, nevarnost lahko predstavljajo le poledeneli deli, na katerih lahko plezalec zdrsne, in nestabilno vreme.
Druga najbolj obiskana pot je nekoliko daljša. Začne se pri postojanki Mir in prečka ledenike ter manjše prelaze. Ta je pot občutno daljša, zato je potrebno tridnevno bivakiranje na prostem in plezalci potrebujejo dodatno opremo.
Vsi plezalci se morajo pred vzponom na goro registrirati in pridobiti ustrezne dovolilnice.